# Flet kręgosłupa
Flet kręgosłupa (ros. Флейта-позвоночник, Flejta-pozwonocznik) — poemat Władimira Majakowskiego, napisany jesienią 1915 roku.

## Historia wydania
Majakowski napisał poemat jesienią 1915 roku, niedługo po ukończeniu poprzedniego swojego dzieła, Obłoku w spodniach. Poemat składa się z prologu i trzech następujących po nim części.
Autor poświęcił utwór Lili Brik. Początkowo miał on nazywać się Wiersze dla niej. W pierwszej części, wydrukowanej w almanachu Взял, niektóre ustępy były usunięte przez carską cenzurę. Cały poemat opublikowało to samo wydawnictwo w lutym 1916 roku, i było w nim jeszcze więcej skreśleń cenzorskich.
Usunięte fragmenty przywrócono dopiero w dwutomowym zbiorze Wszystko napisane przez Władimira Majakowskiego (ros. Все сочиненное Владимиром Маяковским), wydanym w 1919 roku, po rewolucji październikowej. 
Ostateczna redakcja poematu została przygotowana przez samego autora wraz z Lilą Brik w postaci rękopisu, datowanego na 21 listopada 1919 roku. Zeszyt ten został przepisany przez Lilę Brik, a zilustrowany pięcioma rysunkami Majakowskiego, który przygotował także stronę tytułową.

## Polskie tłumaczenia
Tytuł poematu w polskiej literaturze tematu funkcjonuje w dwóch wariantach. Najczęściej tłumaczony jest jako Flet kręgosłupa; w tej formie przytacza go m.in. Wiktor Woroszylski a także wszyscy autorzy wymienionych niżej przekładów. Niektórzy krytycy, w tym Sergiusz Kułakowski i Witold Parniewski podawali tytuł utworu dosłownie: Flet-kręgosłup.
Pierwszą próbę spolszczenia Fletu kręgosłupa podjął Bruno Jasieński. Przekład prologu i pierwszej części poematu wydano w pierwszym polskim zbiorze wierszy Majakowskiego pt. Wybór poezyj pod red. Anatola Sterna. Sam Stern przełożył oddzielnie część drugą poematu, przekład ten opublikowano w trzytomowym wyborze dzieł Majakowskiego. Znalazł się tam także przekład części trzeciej, autorstwa Eugenii Siemaszkiewicz.
W 2022 roku opublikowano pierwszy pełny przekład poematu autorstwa Filipa Świerczyńskiego w niezależnym wydaniu książkowym. Jest to publikacja dwujęzyczna, opatrzona przez tłumacza wstępem krytycznym.